# Saint-Memmie
Saint-Memmie é uma comuna francesa na região administrativa de Grande Leste, no departamento de Marne. Estende-se por uma área de 12,64 km². Em 2010 a comuna tinha 5 551 habitantes (densidade: 439,2 hab./km²).